# Cerkiew św. Paraskewy w Bukowcu
Cerkiew św. Paraskewy w Bukowcu – dawna cerkiew greckokatolicka wybudowana w 1805 w Kamiannej i przeniesiona do Bukowca w 1949.
Od 1949 użytkowana przez kościół rzymskokatolicki, obecnie jako kościół parafialny pw. Niepokalanego Serca Najświętszej Maryi Panny Parafii w Bukowcu.

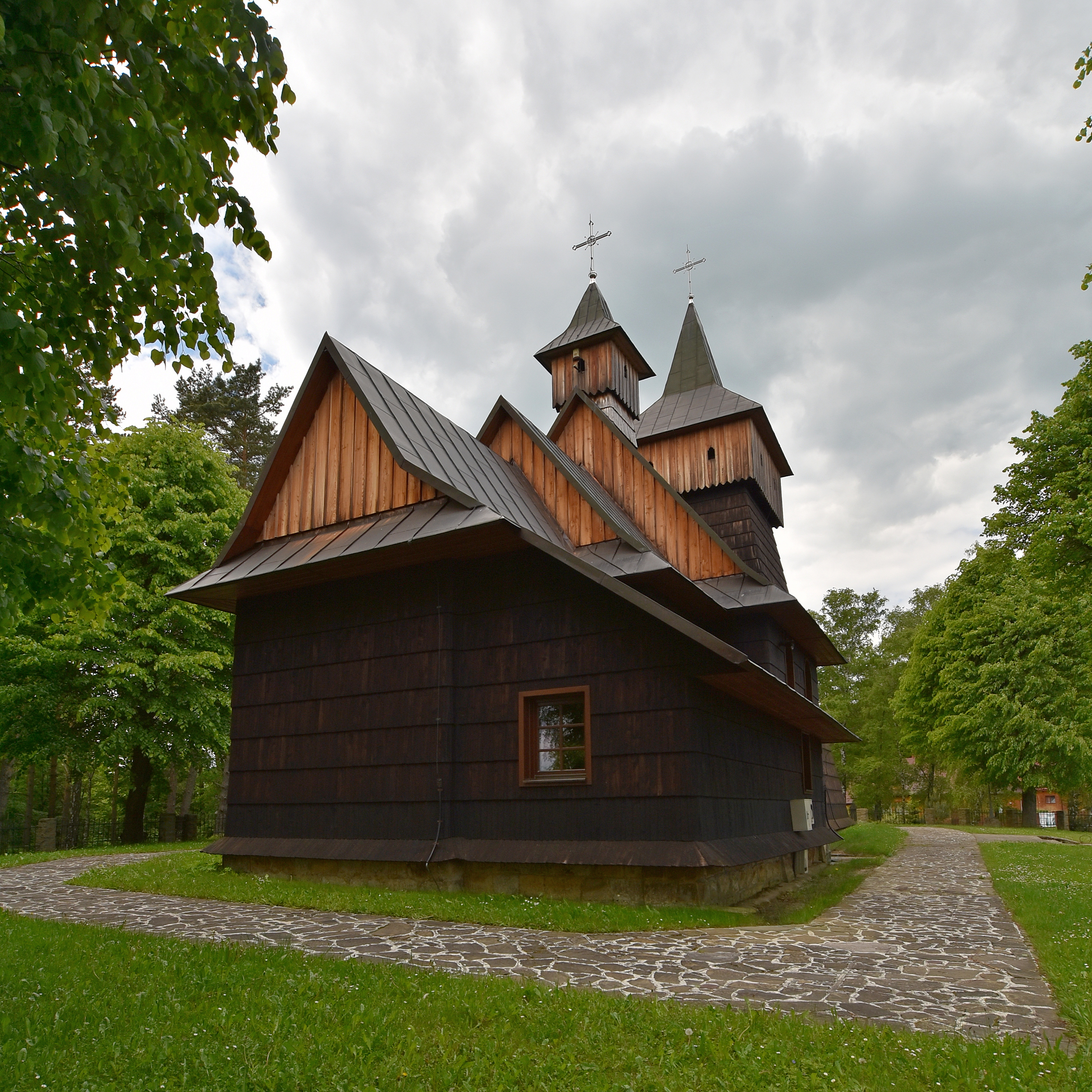
Widok od strony prezbiterium
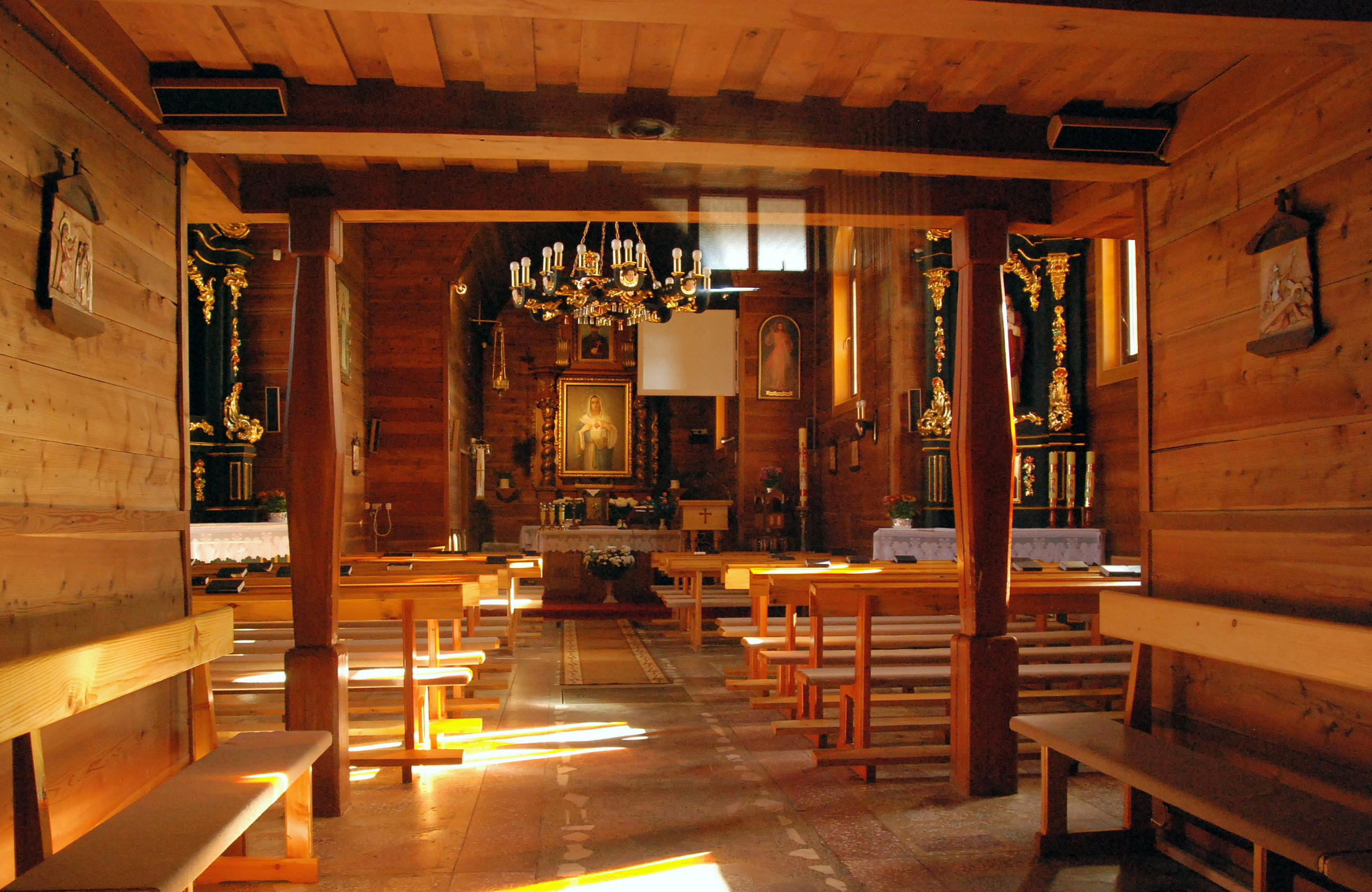
Wnętrze
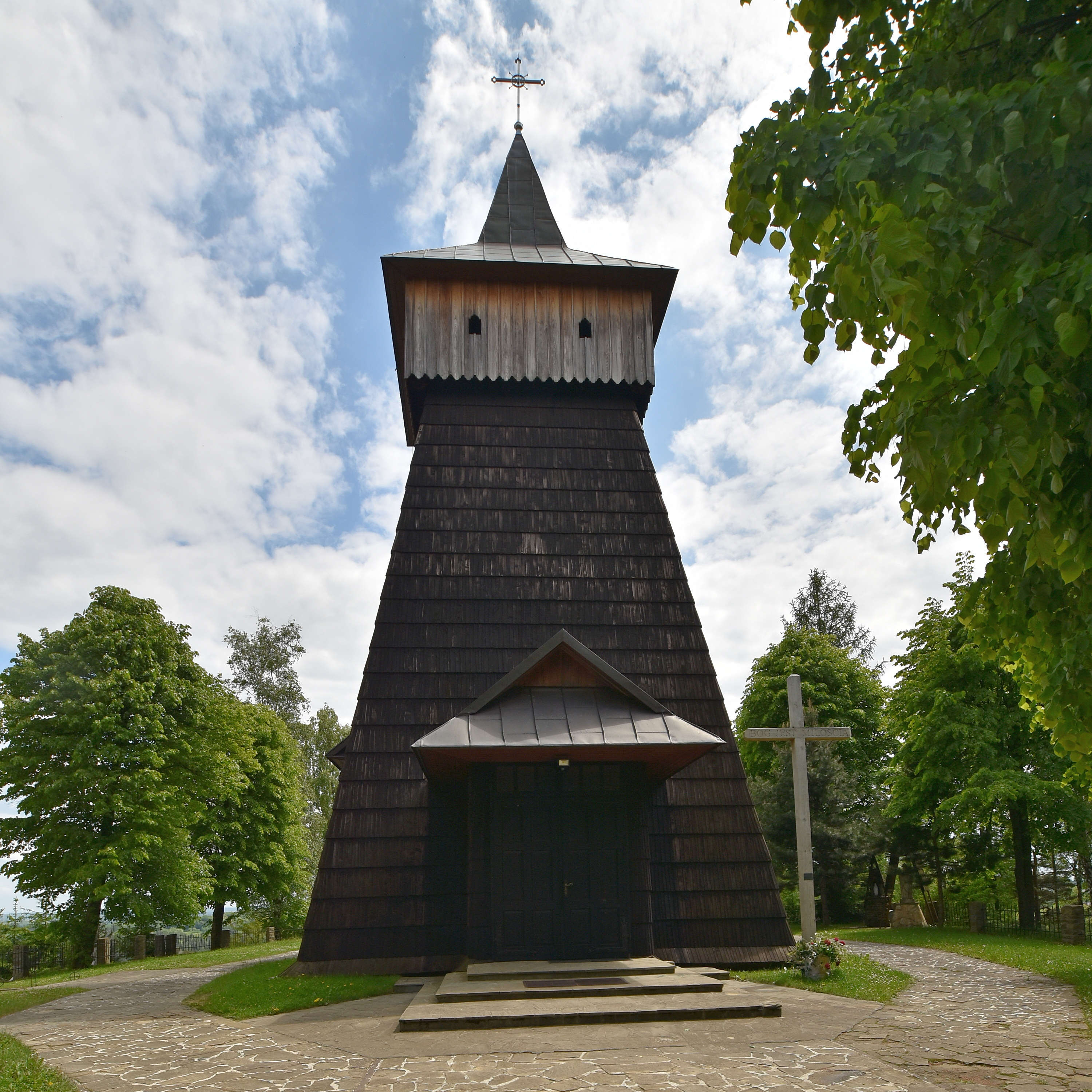
Elewacja frontowa